# Nils Widforss
Nils Johan Widforss (ur. 3 listopada 1880 w Sztokholmie, zm. 2 maja 1960 tamże) – szwedzki sportowiec, olimpijczyk.
Na Igrzyskach wystąpił w ich letniej edycji z 1908 w Londynie, gdzie zdobył złoty medal w drużynowych zawodach gimnastycznych.